# Len Wiseman
Len Ryan Wiseman (Fremont, California, Estados Unidos, 4 de marzo de 1973) es un director, guionista y productor de películas estadounidense. Es conocido por su trabajo en la saga de películas Underworld, Live Free or Die Hard y Total Recall.

## Vida personal
Su primer matrimonio fue con una profesora de guardería llamada Dana. Su divorcio, finalizado a finales de 2003, tuvo lugar después de que él conociera a la actriz Kate Beckinsale en el set de su película Underworld en 2003. Beckinsale también terminó su relación con Michael Sheen.
Wiseman se casó con Beckinsale el 9 de mayo de 2004, en Bel-Air, California. El 20 de noviembre de 2015, fue anunciada su separación y en 2016, él pidió el divorcio, citando 'diferencias irreconciliables'.

## Filmografía
- Stargate (1994) (asistente de utilería)
- Independence Day (1996) (asistente de utilería)
- Men in Black (1997) (asistente de utilería) (sin créditos)
- Godzilla (1998) (asistente de utilería)
- Underworld (2003)
- Underworld: Evolution (2006)
- Live Free or Die Hard (2007)
- Underworld: Rise of the Lycans (2009) (productor)
- Hawaii Five-0 (2010) (piloto)
- Underworld: Awakening (2012) (productor)
- Total Recall (2012)
- Sleepy Hollow (2013) (director de episodio piloto y productor ejecutivo)
- Lucifer (2016) (productor ejecutivo)
- Ballerina (2025)